# Estrela (teoria dos grafos)
Em teoria dos grafos, uma estrela Sk é o grafo bipartido completo K1,k, uma árvore com um nó interno e k folhas. Uma estrela com 3 arestas é chamada uma garra.
A estrela Sk é aresta-elegante quando k é par e não quando k é ímpar. Ela é aresta-transitiva, unidade-distância e têm diâmtero 2, cintura ∞, índice cromático k e número cromático 2.
Estrelas também podem ser descritas como os únicos grafos conectados em que no máximo um vértice tem grau maior que um.

## Relação com outras famílias de grafos
Garras são notáveis na definição de grafos sem garra, os grafos que não tem qualquer garra como subgrafo induzido.
Uma estrela é um tipo especial de árvore. Como acontece com qualquer árvore, as estrelas podem ser codificados por uma sequência Prüfer; A sequência Prüfer para uma estrela K1,k consiste de k − 1 cópias do vértice central. Uma árvore pode ser vista como um conjunto de estrelas (pares ou ímpares) ligadas pelos pontos centrais.
Diversos grafos invariantes são definidos em termos de estrelas. Arboricidade de estrela é o menor número de florestas que um grafo pode ser particionado em tal modo que cada árvore em cada floresta é uma estrela, e o número cromático de estrela de um grafo  é o menor número de cores necessário para colorir seus vértices de tal forma que cada duas classes de coloração, juntas, formam um subgrafo em que todos os componentes conectados são estrelas. Os grafos de comprimento de ramo 1 são exatamente os grafos em que cada componente conectado é uma estrela.

Os grafos estrela S_{3}, S_{4}, S_{5} e S_{6}.

## Outras aplicações
O conjunto de distâncias entre os vértices de uma garra fornece um exemplo de um espaço métrico finito, que não pode ser incorporado isometricamente em um espaço euclideano de qualquer dimensão.
A rede em estrela, uma rede de computadores modelado em um grafo de estrela, é importante em computação distribuída.